# Hammersbach
Hammersbach est une municipalité allemande située dans le land de la Hesse et l'arrondissement de Main-Kinzig.